# Lamá (angolský fotbalista)
Lamá, celým jménem Luís Mamona João (* 1. února 1981 v Luandě) je fotbalový brankář a reprezentant Angoly. Momentálně chytá za angolský klub Atlético Petróleos Luanda.